# Langues bima-sumba
Les langues bima-sumba sont des langues austronésiennes et constituent un des sous-groupes présumés des langues malayo-polynésiennes.
Elles sont parlées en Indonésie, dans les petites îles de la Sonde. 

## Place parmi les langues malayo-polynésiennes
Les langues bima-sumba sont un sous-groupe du malayo-polynésien central. L'existence de ce dernier repose sur une proposition de Blust (1993). Pour lui c'est un des deux sous-groupes du malayo-polynésien central-oriental.
Cependant, Blust conteste la réalité d'un sous-groupe bima-sumba.

## Liste des langues
Parmi les langues bima-sumba on trouve:
- le bima
- l'ende
- le hawu
- le kambera
- le keo
- le komodo
- le manggarai
- le nage
- le ngadha
- le palu'e

## Sources
- (en) Adelaar, Alexander, The Austronesian Languages of Asia and Madagascar: A Historical Perspective, The Austronesian Languages of Asia and Madagascar, pp. 1-42, Routledge Language Family Series, Londres, Routledge, 2005,  (ISBN 0-7007-1286-0)
- (en) Blust, Robert, Is there a Bima-Sumba Subgroup?, Oceanic Linguistics, 47:1, pp. 45-113, 2008.